# Parfait Ngon Adjam
Claude Parfait Ngon Adjam est un footballeur camerounais né le 24 janvier 1980. Il a joué pour le Cameroun lors de la Coupe des confédérations 2003.

## Palmarès
- Finaliste de la Coupe des confédérations 2003